# Death Before Dishonor
Death Before Dishonor ist eine US-amerikanische Hardcore-Band aus Boston.

## Geschichte
Im Jahr 2000 gründeten Bryan Harris, Erik Deitz, Frankie Puopolo und Dan Loftus die Band, um zusammen Hardcore-Musik zu spielen. Vorbild waren vor allem Bands des New York Hardcore wie Madball und Agnostic Front. Der Bandname geht auf ein 1987 veröffentlichtes Album der schottischen Punk/Hardcoreband The Exploited zurück.
Durch die USA und Europa tourten sie unter anderem mit Ramallah. 2007 veröffentlichten sie das Album Count Me In und gingen danach mit Ignite auf Welttournee. Bis auf Bryan Harris und Frankie Puopolo (der zwischenzeitlich zur Gitarre wechselte) wurden Bandmitglieder immer wieder ausgetauscht und auch wieder eingestellt.

## Stil
Death Before Dishonor spielen aggressiven Boston Hardcore. So ergeben sich zum einen Einflüsse von Bands wie Agnostic Front, Madball oder den Cro-Mags sowie einige Einflüsse des klassischen Hardcore-Punk. Zum anderen sind mit den stark verzerrten Gitarren, Breakdowns und Doublebass-Spielen sowie dem Gesang Merkmale aus dem Bereich Metalcore stärker wahrnehmbar.
Die Musik des Albums Count Me In wird vom deutschsprachigen Magaziner Hardkern.de verglichen mit der von Gruppen wie First Blood, Donnybrook oder Terror.
Bei Green Hell wird die Band wie folgt beschrieben:

„[...]einer Symbiose aus klassischem Eastcoast Old School Hardcore a la AF oder SOIA und fetten, brutalen Metalriffs der Marke Hatebreed (ohne jemals zu metallisch zu sein).“

## Galerie

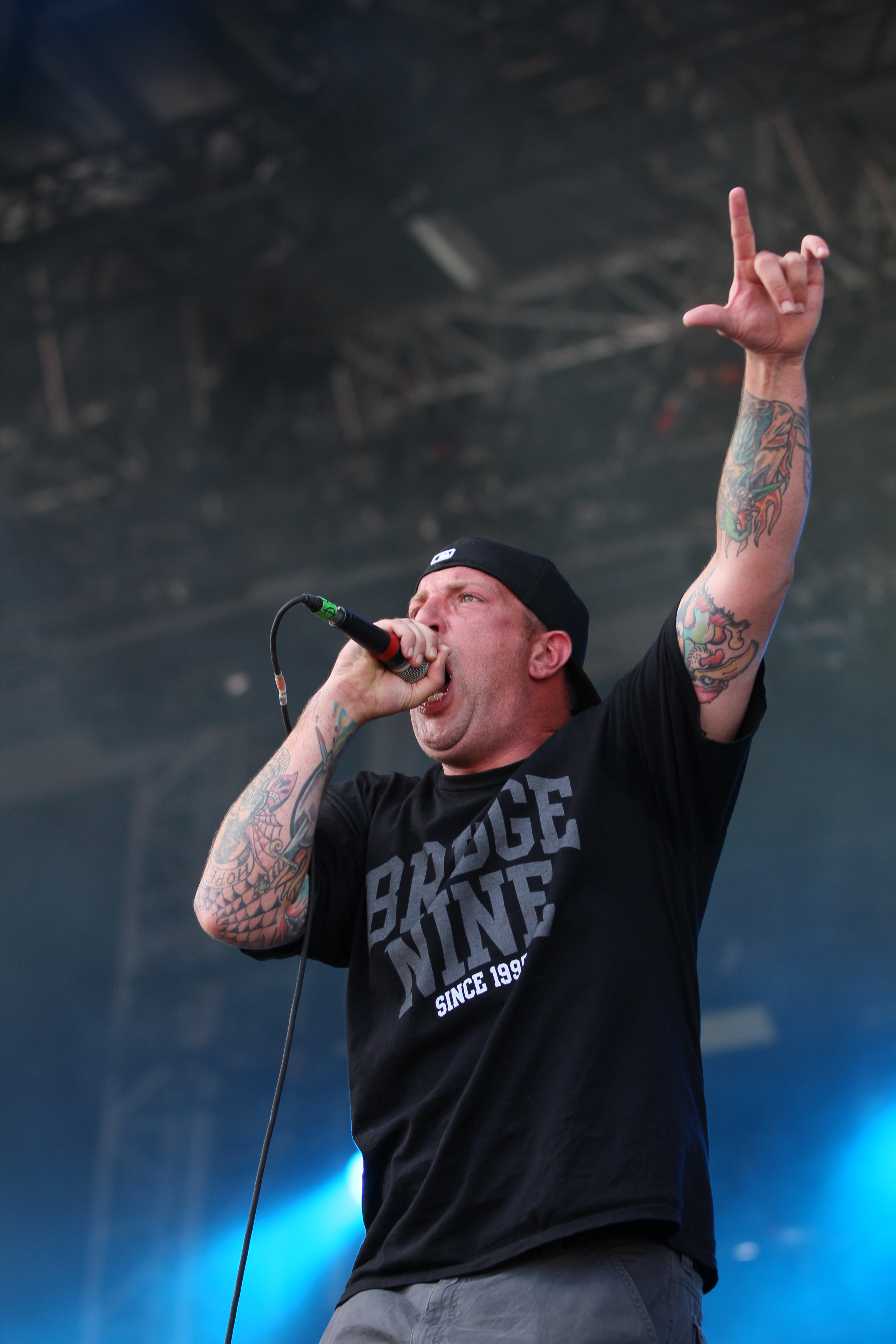
Bryan Harris
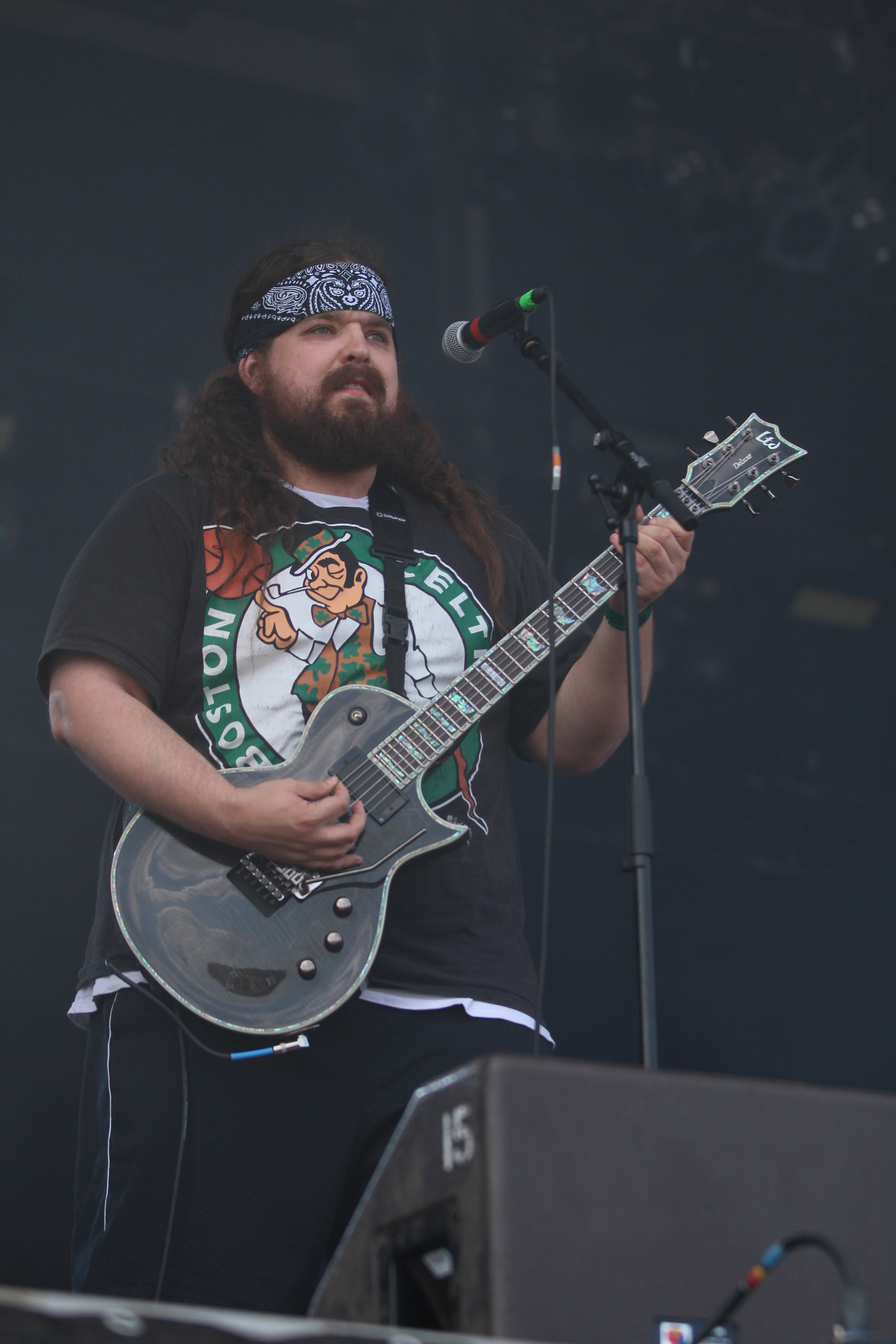
Colin Reilly
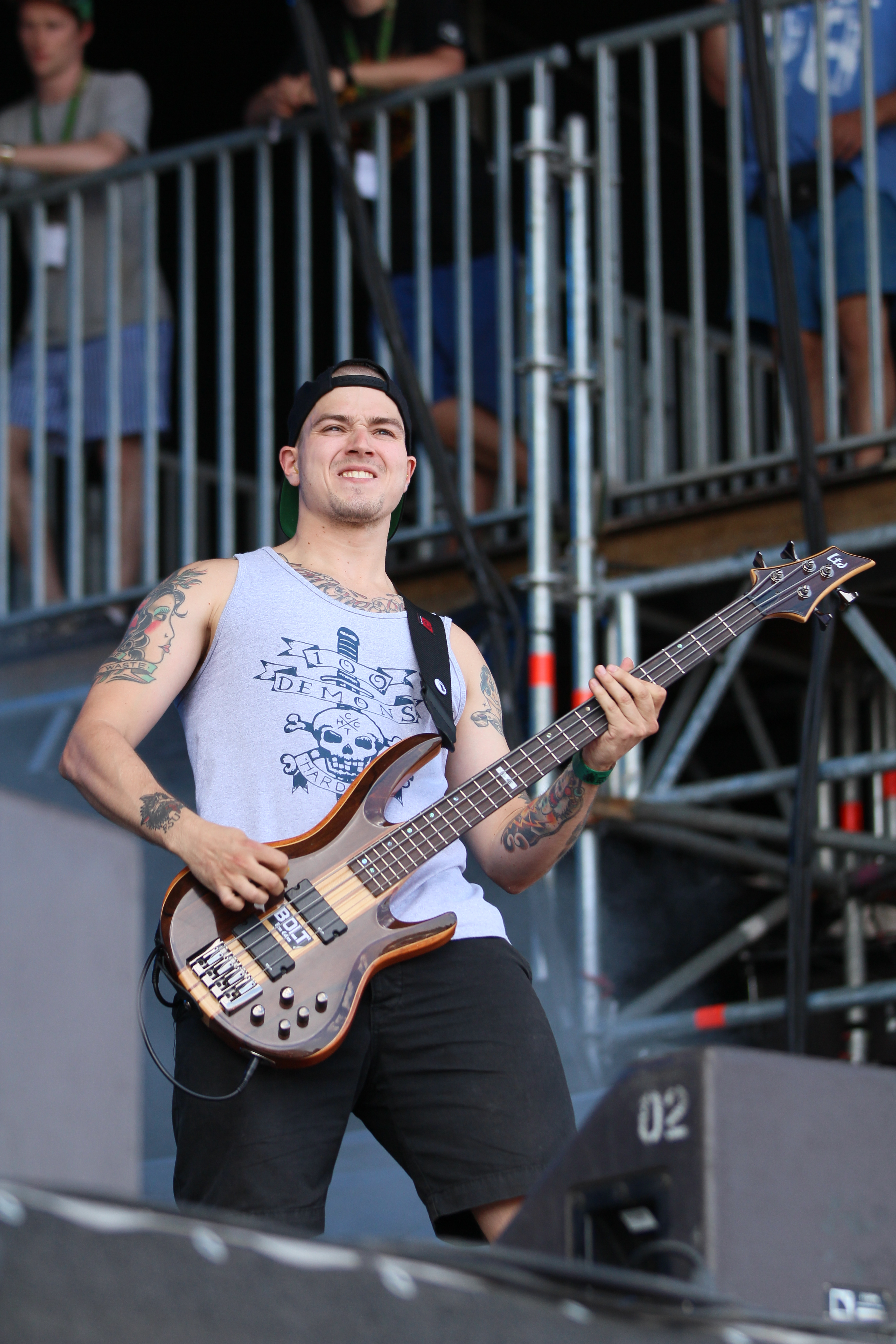
Austin

## Diskografie
- 2002: True Till Death (Spook City Records)
- 2003: Taking It Back (Split-Album mit Nourish the Flame, Spook City Records)
- 2005: Friends Family Forever (Bridge Nine Records)
- 2007: Count Me In (Bridge Nine)
- 2009: Our Glory Days (EP, Bridge Nine)
- 2009: Better Ways to Die (Bridge Nine)
- 2019: Unfinished Business (Bridge Nine)